# Haliclona alusiana
Haliclona alusiana är en svampdjursart som först beskrevs av Claude Lévi 1969.  Haliclona alusiana ingår i släktet Haliclona och familjen Chalinidae. Inga underarter finns listade i Catalogue of Life.